# Mon Schjelderup
Mon Schjelderup (16 juin 1874 - 21 novembre 1934) est une compositrice et pianiste norvégienne.

## Biographie
Maria Gustava Schjelderup est née à Fredrikshald (maintenant Halden), Østfold. Son père est le Capitaine Christian Bernhard Koren Schjelderup (1819-1889) et sa mère Anne Sofie Preus Berg  (1831-1898) est une pianiste amateure ; elle avait par ailleurs suivi des cours avec Halfdan Kjerulf. Elle est la cousine du compositeur Gerhard Schjelderup (en) et la nièce de Leis Schjelderup (no).
Schjelderup a grandi chez elle dans un univers musical et elle compose sa première œuvre à l'âge de 14 ans, une  berceuse pour violon et piano publiée bien plus tard. Elle  étudie le piano avec Agathe Backer Grĝndahl puis poursuit ses études de piano et de théorie au Königliches Musik-Institut Berlin (de) à Berlin et la composition au Conservatoire de Paris avec Jules Massenet. En 1894 elle a fait ses débuts en public en tant que pianiste et compositrice à Christiania. Elle poursuit ses études avec Massenet puis devient professeur de piano et compositrice au Conservatoire de Musique de Christiania.
Mon Schjelderup ne s'est jamais mariée et elle prend sa retraite à l'âge de 34 ans en raison d'une maladie mentale. Elle meurt en 1934 à Asker, Akershus.

## Œuvres
Schjelderup a composé environ quarante chants, des pièces pour piano, violon, une sonate pour violon et piano et des œuvres orchestrale.
Pour Orchestre : 
- Prélude à 5 de l'Acte II du Canard sauvage de Henrik Ibsen
- Fest March, Op. 30, 1900 (arrangé pour orchestre par Jules Massenet)
- Pour Violon et Piano : Berceuse, Op. 1, 1893
- Ballade, Op. 2
- 2 Romances, Op. 6, 1894
- Sonate en si mineur, Op. 12, 1896

Pour violoncelle et piano : 
- Tungsind, op. 18, 1899

Pour voix et piano: 
- 2 Chansons, Op. 10, 1899 (texte de W. Krag)
- 2 West View, op. 16, 1899 (texte de W. Krag)
- Huldre Song, Op. 21, 1899 (texte de A. Garborg)
- Nocturne, Scherzo, Op. 23, 1900 (texte de V. Krag)
- Birch trees in Bridal Veil, op. 24 (texte de T. Caspari)
- Jokes Mother To view and Fish Cutting, op. 33, 1902 (texte de A. Winge)
- A loss, Op. 33, 1902 (texte de H. Christensen)
- Poppy red, Op. 48, 1905 (texte de F. Docker-Smith)
- Maria Nøklebånd, op. 61 (texte de F. Docker-Smith)
- My love no soul on earth to be wide, Op. 63 (texte de S. Lagerlöf)
- My Beloved dancer in Sale, op. 64(texte de L. C. Nielsen)
- Comptines, 1902
- Chants (texte de W. Krag)

Pour piano: 
- Au Printemps
- 3 Morceaux, Op. 3
- 2 Pièces pour Piano, Op. 13, 1898 (berceuse, Chanson sans Paroles)
- Bagatelles, 4 pièces légères pour piano 1903